# Balthasar Feusi
Balthasar Feusi SJ (* 19. März 1854 in Hurden; † 23. Januar 1936 in Havre, Montana, USA) war ein Schweizer Jesuit und Pionier der Indianermission in den USA.

## Herkunft und Leben
Balthasar Feusi war Sohn des Balthasar und der Anna Feusi (geb. Höfliger). Nach dem Gymnasium in Freiburg und Einsiedeln trat der Bauernsohn 1873 in die deutsche Provinz des Jesuitenordens ein. Er studierte zuerst in deren Exil in Valkenburg in den Niederlanden. Von 1880 bis 1884 arbeitete er als Lehrer in Ordrup (heute ein Ortsteil von Gentofte Kommune, Dänemark). Anschliessend studierte er Theologie in Ditton Hall, Grossbritannien, wo er von der Möglichkeit eines Einsatzes in den USA erfuhr. Nach der Übersiedelung in die USA wurde er in Woodstock und Spokane (Washington) auf seinen Einsatz vorbereitet, 1887 wurde er dort zum Priester geweiht. Von 1889 bis 1936 war er in verschiedenen Indianermissionen der Rocky Mountains tätig, insbesondere drei Mal für mehrere Jahre in der St. Paul’s Mission, in Hays, Montana. Er setzte sich gegen Menschenhandel und für die Verbesserung der Lebensumstände ein, war Förderer von Schule, Handwerk und Landwirtschaft und verteidigte die Rechte und die Ausbildung der Ureinwohner. Seine Schulen wurden von Inspektoren der Regierung als sehr gut beurteilt. Dass sie von einem Jesuiten geführt wurden, wurde 1894 im amerikanischen Kongress kritisiert. Feusi zählte zu den Pionieren der Indianermission in den USA.